# Johannes Bergemann
Johannes Bergemann (Brema, 19 gennaio 1960) è un archeologo tedesco.

## Biografia
Tra il 1978 e il 1987 Johannes Bergemann ha studiato archeologia classica, storia antica e archeologia cristiana a Gottinga, Bonn e Monaco di Baviera. Dopo aver conseguito il dottorato con Paul Zanker a Monaco di Baviera nel 1987, ha collaborato come assistente con Klaus Fittschen e Marianne Bergmann a Gottinga, città in cui si abilitò (1994).
Dal 1998 al 2000 è stato docente universitario presso l'Università di Lipsia. Successivamente insegnò archeologia classica presso la Ruhr-University di Bochum, in cui ha ricoperto la carica di preside della facoltà di storia dal 2003 al 2005.
Dal 2002 al 2008 ha condotto un'ispezione archeologica col metodo survey nel territorio dell'antica Gela (Gela Survey), in Sicilia. Nel 2009 ha iniziato un'indagine survey nell'entroterra dell'antica città greca di Akragas (Agrigent Survey), nei territori comunali di Alessandria della Rocca, Bivona, Cianciana e Santo Stefano Quisquina.
Dal 1º agosto 2009 è professore di archeologia classica e direttore dell'istituto di archeologia dell'Università di Gottinga. È, inoltre, redattore del forum archeologico Göttinger per gli studi classici.